# Ciara (nome)
Ciara  è un nome proprio di persona irlandese femminile.

## Varianti
- Femminili: Ceara[1], Cera[1], Ciar[1], Cier[1], Cyra[1]
  - Forme anglicizzate: Kiera[1][2], Keira[1][2], Keara[2], Kiara[2], Kira[2], Kiarra[2], Kierra[2], Kyra[2]
- Maschili: Ciar[2][1]
  - Alterati: Ciarán[1]

## Origine e diffusione
Si tratta (laddove non sia una variante del nome inglese Sierra) della forma femminile dell'antico nome irlandese Ciar, tratto dall'omonimo vocabolo che significa "scuro", "nero".

## Onomastico
L'onomastico si può festeggiare il 5 gennaio in memoria di santa Cera o Ciara di Kilkeary, badessa a Tehelly e poi a Nenagh.

## Persone

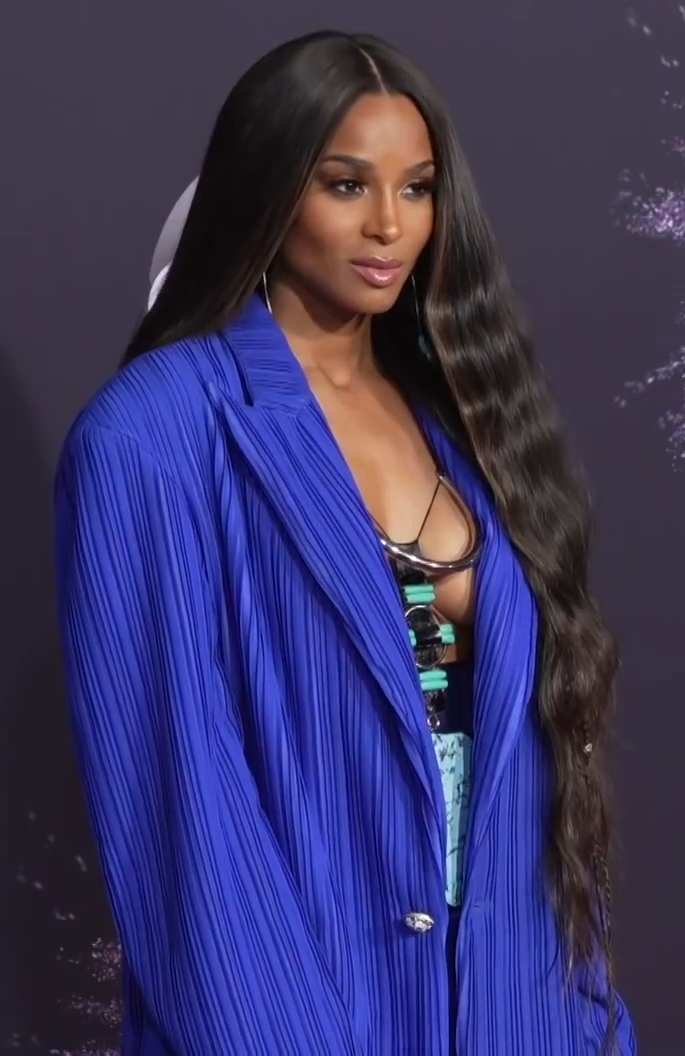
Ciara

- Ciara, cantante, ballerina, attrice e modella statunitense
- Ciara Bravo, attrice, doppiatrice e modella statunitense
- Ciara Hanna, attrice e modella statunitense
- Ciara Horne, pistard e ciclista su strada britannica
- Ciara Mageean, mezzofondista irlandese
- Ciara Michel, pallavolista britannica
- Ciara Renée, attrice, cantante e musicista statunitense

### Varianti

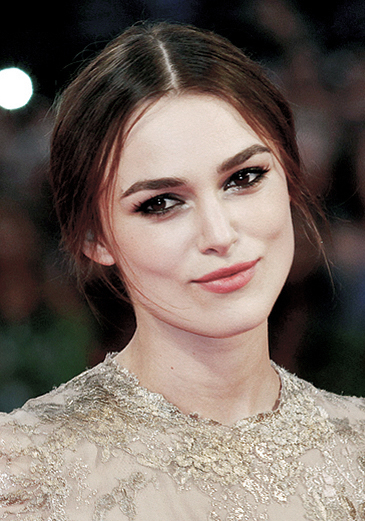
Keira Knightley

- Kiera Cass, scrittrice statunitense
- Kiera Chaplin, attrice e modella britannica
- Kira Grünberg, astista austriaca
- Kiera Hogan, wrestler statunitense
- Keira Knightley, attrice britannica
- Kira Kosarin, attrice, cantante e modella statunitense
- Kira Roessler, bassista e cantante statunitense
- Kyra Sedgwick, attrice, regista e produttrice cinematografica statunitense
- Keira Walsh, calciatrice inglese

## Il nome nelle arti
- Kira è un personaggio della serie di videogiochi Mortal Kombat.
- Kira Nerys è un personaggio della serie televisiva Star Trek: Deep Space Nine.
- Keira Metz è un personaggio della serie di romanzi e videogiochi The Witcher.